# Ruisseau Caouette
Pour les articles homonymes, voir Caouette.
Le ruisseau Caouette coule dans les municipalités de Saint-Théophile (MRC Beauce-Sartigan) et de Saint-Robert-Bellarmin (MRC Le Granit), dans la région administrative de Chaudière-Appalaches, au Québec, au Canada.

## Géographie
Les principaux bassins versants voisins du ruisseau Caouette sont :
- côté nord : rivière du Loup ;
- côté est : rivière du Monument ;
- côté sud : rivière Noire, Petit ruisseau Caouette ;
- côté ouest : rivière du Loup, rivière Chaudière.

Le ruisseau Caouette prend sa source en zone montagneuse située dans le canton Marlow, au nord-ouest de la frontière du Comté de Somerset au Maine (États-Unis) et de la MRC de Beauce-Sartigan au Québec (Canada).
À partir de sa source, le cours du ruisseau Caouette coule sur 5,6 km répartis selon les segments suivants :
- 4,5 km vers le sud-ouest, dans Saint-Théophile, jusqu'à la limite municipale de Saint-Robert-Bellarmin ;
- 1,1 km vers le sud-ouest dans Saint-Robert-Bellarmin, jusqu'à sa confluence.

La rivière Caouette se jette sur la rive est de la  rivière du Loup, dans Saint-Robert-Bellarmin.

## Toponymie
Le toponyme "ruisseau Caouette" a été officialisé le 5 décembre 1968 à la Commission de toponymie du Québec.